# Argyroneta aquatica
Argyroneta aquatica, conhecida pelo nome comum de aranha-de-água, é uma espécie de aranhas da família Cybaeidae, encontrada na região Paleártica, privativa dos lagos e de outros locais de água parada. A espécie apresenta carapaça marrom-amarelada com estripações escuras e mede entre 8 mm e 15 mm de comprimento. É a única aranha que vive permanentemente debaixo de água. Este tipo de aranhas é a única que consegue, usando os pequenos «pelos» das patas e do abdómen, aprisionam bolhas de ar, que retiram da superfície da água, e constroem com seda uma membrana que permite o armazenamento do ar contido nas bolhas, constituindo um reservatório subaquático denominado sino de ar. A seda é produzida sob a forma de um líquido que contém uma proteína, a fibroína que, em contacto com o ar, solidifica.
Normalmente a aranha-de-água aloja-se nos ramos das algas para que o ar contido nos sinos de ar sejam renovados ao longo do tempo pela fotossíntese que as algas realizam, estando sempre oxigénio dentro das bolhas.